# Heiner Möller (Handballspieler)
Heiner Möller (* 3. September 1948 in Herford) ist ein ehemaliger deutscher Handballspieler. Der Linkshänder spielte auf der Spielposition Rechtsaußen.

## Karriere
Heiner Möller begann seine Sportkarriere als Leichtathlet beim ATV Dortmund-Dorstfeld. Er wechselte dann innerhalb des Vereins in die Handballabteilung. 1966 ging er zum damaligen Regionalligisten TuS Eintracht Dortmund. Die Regionalliga war in dieser Zeit die zweithöchste Spielklasse im deutschen Handball. 1970 kam dann der Wechsel zum Erstligisten TuS Wellinghofen, wo er bis 1974 blieb. Danach wechselte er zu dem finanzstarken Regionalligisten TuS Nettelstedt und blieb dort bis 1978, bevor er wieder zurück nach Wellinghofen in die Regionalliga ging. 1981 wechselte er nochmals in die 1. Liga zu OSC Dortmund und 1983 zu TSC Eintracht Dortmund, wo er bis 1984 blieb.
Für die deutsche Nationalmannschaft, deren Kapitän er für viele Jahre war, bestritt er von 1968 bis 1976 insgesamt 95 Länderspiele, in denen er 193 Tore erzielte. Möller nahm an den Weltmeisterschaften 1970 in Frankreich und 1974 in der DDR teil. Der Höhepunkt seiner Karriere war die Teilnahme an den Olympischen Spielen 1972 in München. Der damalige Bundestrainer Vlado Stenzel warf Möller 1974 aus der Nationalmannschaft, da dieser zum Regionalligisten TuS Nettelstedt wechselte. Die Teilnahme an den Olympischen Spielen 1976 in Montreal blieb ihm so verwehrt.
Bis 2012 arbeitete Heiner Möller am Max-Planck-Gymnasium in Dortmund als Lehrer.

## Karriere als Fotograf
Nach seiner Karriere als Handballspieler begann der Diplom-Sportlehrer 1988 mit der Fotografie und wurde erfolgreicher Amateur-Fotograf. 1994 und 2004 wurde er Norddeutscher Fotomeister. Den Dürrich-Preis als erfolgreichster Amateur-Fotograf des Landesverbandes Westfalen gewann er in den Jahren 1995, 2000, 2001, 2004 und 2005. Der Deutsche Verband für Fotografie (DVF) verlieh ihm im November 2006 den Ehrentitel Künstler des DVF.